# 斎藤隆 (声優)
斎藤 隆（さいとう たかし、1929年〈昭和4年〉6月2日 - 1995年〈平成7年〉8月26日）は、日本の男性声優。元81プロデュース所属。東京都出身。

## 経歴
日本大学芸術科卒業。1952年、東京放送劇団に入団。
1995年8月26日に死去。66歳没。

## 出演作品

### テレビアニメ
- ジーンダイバー（虎哲）
- レインボー戦隊ロビン（デビル4号）
- ジャングル大帝

### 人形劇
- ひょっこりひょうたん島（1964年～1969年、NHK、郵便屋）
- こどもにんぎょう劇場 （NHK教育テレビ）
  - 「えんまさまとワンちゃん」（1960-70年代、閻魔様）
  - 「神さまになりそこねたサンダル」（1960-70年代）
  - 「さると殿様」（放映年不明、猿、殿様）
  - 「つるのおんがえし」（放送年不明、おじいさん）
  - 「ないたあかおに」（放送年不明、青鬼）
  - 「西遊記」（放送年不明）
  - 「一休さん」（放送年不明、吉兵衛）
  - 「天狗のうちわ」（放送年不明）
  - 「けものの城」（放送年不明、ミレーユの父）
  - 「そのゆめ買った!」（放送年不明）
  - 「すてられたせんたくばさみ」（放送年不明）
  - 「おばけのケンムン」（放送年不明）
  - 「白いくじら」（放送年不明）
- 新八犬伝（1973年～1975年、NHK、犬川額蔵（初代）、網干左母二郎）
- 真田十勇士（1975年～1977年、NHK、穴山小助、後藤又兵衛）
- プリンプリン物語（1979年～1982年、NHK、モンキー、ドオンブリカの裁判長）
- ひげよさらば（1984年～1985年、NHK、ウラナイ）
- ピコピコポン（1987年～1991年、NHK教育テレビ、ダルー）
- のびのびノンちゃん（1990年～1996年、NHK教育テレビ、やまねこさん）

### 海外アニメ
- ビアンカの大冒険※劇場公開版

### テレビドラマ
- あしたの家族（1966年、NHK)

### ラジオ
- 天の川（1952年、NHK） - 友次[8]
- FMシアター（NHK-FM）
  - 桜堤舗装事件（1987年12月12日） - 声
  - 「ミュージカルファンタジー・人魚の森」（1989年)
- 一丁目一番地（1957年～1965年、NHKラジオ第1放送)